# Paulo César Lima
Paulo César Lima (* 16. Juni 1949 in Rio de Janeiro), bekannt unter seinem Künstlernamen Caju, ist ein ehemaliger brasilianischer Fußballspieler. Er spielte im offensiven Mittelfeld bzw. als Stürmer. 1970 gehörte er zum brasilianischen Kader, der in Mexiko Weltmeister wurde.

## Karriere
Caju begann seine Karriere in Rio de Janeiros Traditionsverein Botafogo FR, mit dem er die Campeonato Carioca mehrmals gewann.
Die Bola de Ouro erhielt Caju 1970, 1972, 1976, 1977. Diese Auszeichnung wählt die besten Spieler der brasilianischen Liga in eine Elf des Jahres.
Caju hatte einen seiner Karrierehöhepunkte mit der brasilianischen Nationalmannschaft 1970 in Mexiko. Er gehörte dem Kader an, der zum dritten Mal Weltmeister wurde. Er nahm auch an der WM 1974 in Deutschland teil, wo Brasilien Vierter wurde. Insgesamt absolvierte er 57 Spiele für Brasilien und schoss 8 Tore.

## Erfolge
- Weltmeister 1970
- Staatsmeisterschaft von Rio de Janeiro sechs Titel
  - 1967, 1968 – Botafogo FR
  - 1972, 1974 – CR Flamengo
  - 1975, 1976 – Fluminense FC
- Taça Brasil 1968 mit Botafogo FR
- Staatsmeisterschaft von Rio Grande do Sul 1979 mit Grêmio
- Weltpokal 1983 mit Grêmio
- Taça Guanabara 1967 und 1968 mit Botafogo FR
- Copa Roca: 1971 mit Botafogo FR

## Auszeichnungen
- Bola de Prata (vom Magazin Placar gewählt): 1970, 1972, 1976, 1977
- Torschützenkönig der Staatsliga Rio de Janeiros: 1971

## Spitzname
Caju ist der portugiesische Name für die Cashewnuss.